# Rockaway Beach (Missouri)
Rockaway Beach é uma cidade localizada no estado americano de Missouri, no Condado de Taney.

## Demografia
Segundo o censo americano de 2000, a sua população era de 577 habitantes.
Em 2006, foi estimada uma população de 583, um aumento de 6 (1.0%).

## Geografia
De acordo com o United States Census Bureau tem uma área de
1,6 km², dos quais 1,4 km² cobertos por terra e 0,2 km² cobertos por água.

## Localidades na vizinhança
O diagrama seguinte representa as localidades num raio de 12 km ao redor de Rockaway Beach.